# فورازابول
فورازابول (INN JAN) (نام تجاری میوتالون: Miotalon) همچنین شناخته شده به عنوان آندروفورازابول (Androfurazanol) یک استروئید آنابولیک-آندروژنی فعال خوراکی سنتزی است که در سال ۱۹۶۸ در ژاپن عرضه گردید. این ماده یک ۱۷α-alkylated مشتق شده از دی هیدروتستوسترون (DHT) است و ارتباط ساختاری نزدیکی با استانوزولول دارد و تنها تفاوت داشتن یک حلقهٔ فورازان به جای پیرازول می‌باشد. فورازابول ارتباط بالایی با نسبت فعالیت آنابولیکی به آندروژنیکی بدن دارد. این ماده همانند دیگر ۱۷α-alkylated AAS ممکن است با ریسک مسمومیت کبدی یا هپاتوتوکسیتی همراه باشد. این دارو به عنوان یک مادهٔ آنتی‌هایپرلیپیدمیک توصیف شده است و ادعا شده است که می‌تواند در درمان آترواسکلروز و کلسترول سودمند باشد، اما با توجه به گزارشات ویلیام لولین چنین ویژگی‌هایی برای فورازابول صحت ندارد.